# 派氏板齒革單棘魨
派氏板齒革單棘魨，為輻鰭魚綱魨形目鱗魨亞目單棘魨科的其中一種，為亞熱帶海水魚，分布於澳洲西部海域，體長可達12公分，棲息在底層水域，生活習性不明。